# 해석적 집합
집합론과 일반위상수학에서 해석적 집합(解析的集合, 영어: analytic set)은 폴란드 공간의 연속적 상인 폴란드 공간 부분 공간이다.

## 정의
폴란드 공간 {\displaystyle X}의 부분 집합 {\displaystyle A\subseteq X}에 대하여, 다음 조건들이 서로 동치이며, 이 조건을 만족시키는 부분 집합을 해석적 집합이라고 한다.
- {\displaystyle f(Y)=A}인 폴란드 공간 {\displaystyle Y} 및 연속 함수 {\displaystyle f\colon Y\to X}가 존재한다.[1]:85, Definition 14.1
- {\displaystyle f(S)=A}인 폴란드 공간 {\displaystyle Y} 및 보렐 집합 {\displaystyle S\subseteq Y} 및 연속 함수 {\displaystyle f\colon Y\to X}가 존재한다.
- {\displaystyle A}는 공집합이거나, 아니면 {\displaystyle f(\mathbb {N} ^{\aleph _{0}})=A}인 연속 함수 {\displaystyle f\colon \mathbb {N} ^{\aleph _{0}}\to X}가 존재한다.[2]:128, Proposition 4.1.1(iii)
- {\displaystyle \operatorname {proj} _{1}(S)=A}인 보렐 집합 {\displaystyle S\subseteq X\times X}가 존재한다.[2]:128, §4.1
- {\displaystyle \operatorname {proj} _{X}(S)=A}인 폴란드 공간 {\displaystyle Y} 및 보렐 집합 {\displaystyle S\subseteq X\times Y}가 존재한다.[1]:86, Exercise 14.3(ii)[2]:128, Proposition 4.1.1(ii)
- {\displaystyle \operatorname {proj} _{X}(S)=A}인 닫힌집합 {\displaystyle S\subseteq X\times \mathbb {N} ^{\aleph _{0}}}가 존재한다.[1]:86, Exercise 14.3(iii)[2]:128, Proposition 4.1.1(iv)
- {\displaystyle \operatorname {proj} _{X}(S)=A}인 Gδ 집합 {\displaystyle S\subseteq X\times \{0,1\}^{\aleph _{0}}}가 존재한다.[1]:86, Exercise 14.3(iv)

{\displaystyle X}의 해석적 집합들의 족은 {\displaystyle {\boldsymbol {\Sigma }}_{1}^{1}(X)}로 표기한다. (여기서 첨자들은 사영 위계의 일부이기 때문이다.)

## 성질

### 연산에 대한 닫힘
해석적 집합들은 다음 연산들에 대하여 닫혀 있다.
- 폴란드 공간 {\displaystyle X} 속에서 가산 개의 해석적 집합들의 합집합은 해석적 집합이다.[1]:86, Proposition 14.4(i)[2]:129, Proposition 4.1.2(i)
- 폴란드 공간 {\displaystyle X} 속에서 가산 개의 해석적 집합들의 교집합은 해석적 집합이다.[1]:86, Proposition 14.4(i)[2]:129, Proposition 4.1.2(i)
- 두 폴란드 공간 {\displaystyle X}, {\displaystyle Y} 사이의 보렐 가측 함수 {\displaystyle f\colon X\to Y} 및 해석적 집합 {\displaystyle A\subseteq X}에 대하여, 그 상 {\displaystyle f(A)} 역시 해석적 집합이다.[1]:86, Proposition 14.4(ii)[2]:129, Exercise 4.1.3
- 두 폴란드 공간 {\displaystyle X}, {\displaystyle Y} 사이의 보렐 가측 함수 {\displaystyle f\colon X\to Y} 및 해석적 집합 {\displaystyle B\subseteq Y}에 대하여, 그 원상 {\displaystyle f^{-1}(B)} 역시 해석적 집합이다.[1]:86, Proposition 14.4(ii)[2]:129, Proposition 4.1.2(i)

폴란드 공간 {\displaystyle X}의 부분 집합 {\displaystyle A\subset X}에 대하여, 다음 두 조건이 서로 동치이다.
- {\displaystyle A}는 보렐 집합이다.
- {\displaystyle A}와 {\displaystyle X\setminus A} 둘 다 해석적 집합이다.

### 분리 정리
루진-노비코프 분리 정리(Лузин-Новиков分離定理, 영어: Lusin–Novikoff separation theorem)에 따르면, 임의의 폴란드 공간 {\displaystyle X} 속의 가산 개의 해석적 집합들의 집합족 {\displaystyle \{A_{i}\}_{i\in I}\subseteq {\boldsymbol {\Sigma }}_{1}^{1}(X)}, {\displaystyle |I|\leq \aleph _{0}}에 대하여, 만약 {\displaystyle \textstyle \bigcap _{i\in I}A_{i}=\varnothing }이라면, {\displaystyle \forall i\in I\colon B_{i}\supseteq A_{i}}이자 {\displaystyle \textstyle \bigcap _{i\in I}B_{i}=\varnothing }인 보렐 집합들의 집합족 {\displaystyle \{B_{i}\}_{i\in I}\subseteq {\boldsymbol {\Delta }}_{1}^{1}(X)}이 존재한다.:219, Theorem 28.5:155, Theorem 4.6.1
쿠라토프스키 분리 정리에 따르면, 폴란드 공간 {\displaystyle X} 속의 가산 개의 해석적 집합들의 집합족 {\displaystyle \{A_{i}\}_{i\in I}\subseteq {\boldsymbol {\Sigma }}_{1}^{1}(X)}, {\displaystyle |I|\leq \aleph _{0}}에 대하여, 다음 조건을 만족시키는 집합족 {\displaystyle \{C_{i}\}_{i\in I}\subseteq {\boldsymbol {\Pi }}_{1}^{1}(X)}가 존재한다.:176, Corollary 4.11.3
- 임의의 {\displaystyle i\in I}에 대하여, {\displaystyle \textstyle A_{i}\setminus \bigcup _{j\neq i}A_{j}\subseteq C_{i}}
- 임의의 {\displaystyle i,j\in I}에 대하여, {\displaystyle i\neq j}라면 {\displaystyle C_{i}\cap C_{j}=\varnothing }

### 실수의 해석적 집합
실수선 {\displaystyle \mathbb {R} }의 해석적 집합은 보편 가측 집합이며, 준열린집합이며, 완전 집합 성질을 갖는다.

## 역사
니콜라이 루진과 미하일 수슬린 이 1917년에 정의하였다.
루진-노비코프 분리 정리의 2개의 집합에 대한 경우를 니콜라이 루진이 1927년에 증명하였고, 이를 1931년에 표트르 세르게예비치 노비코프가 가산 개의 집합에 대하여 일반화하였다.

## 같이 보기
- 보렐 집합
- 사영 집합